# Pohulanka (Przybynów)
Pohulanka – część wsi Przybynów w Polsce, położona w województwie śląskim, w powiecie myszkowskim, w gminie Żarki.